# Terre Haute
Terre Haute (franc. „Vysoká země“) je správní město okresu Vigo County v Indianě ve Spojených státech amerických. Roku 2010 zde žilo 60 785 lidí, což oproti sčítání o deset let dříve, kdy zde žilo 59 614 lidí, znamenalo nárůst o dvě procenta. Město leží na řece Wabash a na křižovatce východo-západní silnice č. 40 a severo-jižní 41. Je sídlem Indianské státní univerzity.